# As Professorinhas (1968)
As Professorinhas é uma telenovela brasileira produzida e exibida pela RecordTV entre 1 de agosto e 3 de outubro de 1968, em 28 capítulos, às 18h39, sendo substituída por Ana. Foi escrita e dirigida por Lúcia Lambertini. Foi a primeira telenovela produzida em dois anos na emissora, uma vez que em 1966 e 1968 dois incêndios de grandes proporções destruiriam os estúdios de gravação, fazendo com que a emissora tivesse que cancelar as novelas em pré-produção até que tudo estivesse reconstruido novamente.
Contou com Edy Cerri, Sônia Oiticica, Célia Rodrigues, Tamara Restier, Lídia Vany, Jovelthy Archângelo, Jardel Mello e Murilo Amorim Correa nos papeis principais.

## Produção e censura
Foi o segundo remake de uma novela da televisão brasileira – depois de A Muralha original da RecordTV 1954 e refeita em 1958 na TV Tupi. Lúcia já havia dirigido e escrito a primeira versão de As Professorinhas três anos antes, em 1965, na TV Cultura, embora na época não tenha ficado satisfeita pela baixa qualidade de produção, levando a trama para a RecordTV e refilmando-a com parte do elenco original e parte de outros atores. Na época Lúcia era alvo da ditadura militar pelas histórias fora do convencional exibido em suas obras, sendo que os créditos da novela foram assinados por seu marido, Hélio Tozzi, para que passasse pela censura.

## Enredo
A história gira em torno de um grupo de professoras que, pensando em fazer a diferença no mundo, decidem viajar ao interior para ensinar uma comunidade de analfabetos a ler, escrever e se desenvolver culturalmente. As dificuldades do dia-a-dia da profissão, além dos próprios dramas pessoais regem a vida das professoras. Regina vive um casamento violento, Leonor foi abandonada pelo marido por uma moça mais nova, Helena é casada com outra mulher sem que ninguém saiba, Carmem é viúva e sofre para sustentar os filhos sozinha e Julieta não é feliz na profissão.

## Elenco
| Ator                 | Personagem   |
| -------------------- | ------------ |
| Edy Cerri            | Regina       |
| Sônia Oiticica       | Leonor       |
| Célia Rodrigues      | Carmem       |
| Tamara Restier       | Helena       |
| Lídia Vany           | Julieta      |
| Jardel Mello         | Danilo       |
| Murilo Amorim Correa | Guedes       |
| Cinira Arruda        | Silvia       |
| Elizabeth Gasper     | Valda        |
| Marcos Miranda       | Marcondes    |
| Luciano Gregório     | Padre Abel   |
| Jovelthy Archângelo  | José Roberto |
| Benedita Rodrigues   | Zilda        |
| Rosa Maria Seabra    | Rosana       |
| Sueli Ramos          | Ana Maria    |
| Gervásio Marques     | Nelson       |
| Adolfo Pinto         | Dodô         |
| Antônio Pinto        | Tonico       |
| Neide Duque          | Shirlene     |